# Pnina Tamano-Shata
Pnina Tamano-Shata (Hebreo: פנינה תמנו-שטה, amhárico: ፕኒና ታምኖ እሸቴ; Wuzaba, 1 de noviembre de 1981) es una abogada, periodista y política israelí de origen etíope. Sirvió como diputada a la Knéset por el partido Yesh Atid entre 2013 y 2015, y es la primera mujer de origen etíope en ser electa  en el Parlamento israelí. En 2021 es elegida como ministro.

## Biografía
Pnina, nieta de un Kes (líder religioso tradicional), nació en Wuzaba, y emigró de Etiopía, en el marco de la Operación Moisés, a Israel a la edad de tres años, viviendo con sus padres en un Centro de Absorción en Pardes Hanna-Karkur. Estudió ley en el College Académico Ono, y llegó a ser vicepresidenta de la Asociación Nacional de Estudiantes Etíopes. Trabajó de 2007 a 2012 como reportera para Canal 1.
Con anterioridad a las elecciones a la Knéset de 2013, se unió al recién creado partido Yesh Atid. Ubicada en el décimo cuarto lugar en la lista del partido, resultó elegida al parlamento al obtener el mismo 19 escaños en las elecciones. Para las elecciones a la Knéset de 2015 estuvo ubicada en el lugar décimo tercero de la lista, pero perdió su escaño, ya que el partido sólo consiguió obtener 11 asientos.

## Lucha contra el racismo
Tamano-Shata es conocida por sus esfuerzos por la integración de los judíos etíopes a la sociedad isarelí y la eliminación del racismo a todos los niveles. En noviembre de 2013, durante una jornada de donación de sangre en la Knéset por parte de Maguén David Adom (el equivalente israelí de la Cruz Roja), la donación de Tamano-Shata fue rechazada debido a que MDA no acepta donaciones de personas nacidas en países con alto riesgo de HIV o del Reino Unido, debido a la Enfermedad de las Vacas Locas. Sin embargo, la entonces diputada, que arribó al país a los tres años de edad, consideró el rechazo de su donación un ejemplo de racismo. Esta acción de MDA fue altamente criticada por otros diputados de diversos partidos israelíes, lo que causó que el portavoz de la Knéset, Yuli Edelstein, ordenara a Magen David Adom que retirase sus voluntarios del lugar por considerar la situación inaceptable. 
Durante las protestas de mayo de 2015 de la comunidad etíope en Israel, Tamano-Shata participó en varias de las protestas, convirtiéndose en una de las voces líderes de la comunidad, que se considera marginada por parte de la sociedad israelí.